# Мунц Оскар Рудольфович
Оскар Рудольфович Мунц (6 жовтня 1871, Одеса — 7 січня 1942, Ленінград) — російський архітектор, педагог, історик архітектури; доктор архітектури і професор з 1939 року. Батько архітектора Володимира Мунца.

## Біографія
Народився 24 жовтня [6 жовтня] 1871 року в місті Одесі (нині Україна) у сім'ї генерального консула Нідерландів. 1889 року переїхав до Санкт-Петербурга. Упродовж 1892—1896 років навчався на архітектурному відділенні Вищого художнього училища при Російській імператорській академії мистецтв в майстерні Леонтія Бенуа. Навчання закінчив із золотою медаллю, що надало йому право на закордонне відрядження, під час якого відвідав Австрію, Німеччину, Голландію, Італію, Францію.
Після повернення з поїздки працював у Санкт-Петербурзі: з 1897 року — помічником архітекторів Олександра Гогена, Ієроніма Кітнера, Леонтія Бенуа; з 1904 року викладав у загальному архітектурному класі Вищого художнього училища при Російській імператорській академії мистецтв, у 1910–1942 роках — викладач і професор архітектурного факультету Петербурзької академії мистецтв; одночасно викладав у Ксенінінському інституті, на Жіночих політехнічних курсах, архітектурних курсах Олени Багаєвої; у 1921—1924 роках — в Інституті цивільних інженерів. Протягом 1930—1933 років працював архітектором тресту «Апатит»; з 1933 року очолював групу та з 1938 року майстерні Ленпроекту.
Помер у Ленінграді під час його блокади 7 січня 1942 року. Похований у Ленінграді на цвинтарі острова Декабристів у братській могилі професорів Академії мистецтв.

## Архітектурна діяльність
Самостійну архітектурну діяльність розпочав у 1901 році. Застосовував модернізовані форми історичних стилів. Співавтор проєктів:
у Санкт-Петербурзі/Ленінграді
- житлових будинків:
  - прибуткового будинку В. Завадовського на Нарвському проспекті, № 24 (1912—1913);
  - на Троїцькому полі (1938);
  - на Московському проспекті, № 155 (1938—1939);
- шкіл
  - на вулиці Великій Зеленіна, № 30 (1939);
  - на вулиці Олександра Скороходова (нині Велика Монетна, № 2, 1939);
- бомбосховища (1941);

у Харкові
- будівля Північного банку на вулиці Сумській, № 1 (1908—1910; разом з Альфредом Шпігелем);
- клініки Харківського університету (1930-ті; разом з Альфредом Шпігелем);
- Будинку кооперації (нині північний корпус Харківського університету на майдані Свободи, 1929—1933; пізній конструктивізм);

в інших місцях
- поштамту і телеграфу на вулиці М'ясницькій, № 26 у Москві (1912);
- Волховської ГЕС імені Володимира Леніна у Ленінградській області (1923—1926; разом з В. Покровським);
- генплану міста Хібіногорська (1930—1933);
- 2-х аркових мостів (1910-ті) і палацу К. Ценіної (1912, село Котюжани).

У 1914–1917 роках співпрацював із видавництвом «Архитектурно-художественный еженедѣльникъ». Автор статей з питань архітектури, зокрема «О классическом и классике (вопрос терминологии)» // «Архитектура СССР», 1941, № 6.
|                            |                              |                  |                |                              |
| Банк «Північний» в Харкові | Будинок кооперації в Харкові | Поштамт в Москві | Волховська ГЕС | Палац К. Ценіної в Котюжанах |